# April Ross
April Elizabeth Ross, född 20 juni 1982 i Costa Mesa i Kalifornien, är en amerikansk beachvolleybollspelare.
Ross blev olympisk silvermedaljör i beachvolleyboll vid sommarspelen 2012 i London tillsammans med Jennifer Kessy. Vid OS 2016 i Rio de Janeiro tog hon en bronsmedalj tillsammans med Kerri Walsh Jennings och vid sommarspelen 2020 i Tokyo tog hon en guldmedalj tillsammans med Alix Klineman.